# Chadi Hammami
Chadi Hammami (ur. 14 czerwca 1986 w Safakisie) – piłkarz tunezyjski grający na pozycji pomocnika.

## Kariera klubowa
Hammami pochodzi z miasta Safakis i tam też rozpoczął karierę piłkarską w klubie Club Sportif Sfaxien. W 2005 roku zadebiutował w jego barwach w rozgrywkach pierwszej lidze tunezyjskiej. W 2006 roku awansował ze Sfaxien do finału Ligi Mistrzów (1:1, 0:1 z Al-Ahly Kair). W 2007 i 2008 roku dwukrotnie z rzędu wygrał ze Sfaxien Afrykański Puchar Konfederacji. Natomiast w 2009 roku wywalczył pierwszy w karierze Puchar Tunezji.
W 2012 roku Hammami został zawodnikiem klubu Al Kuwait Kaifan.

## Kariera reprezentacyjna
W reprezentacji Tunezji Hammami zadebiutował w 2007 roku. W 2010 roku został powołany do kadry na Puchar Narodów Afryki 2010. Był tam rezerwowym i nie rozegrał żadnego spotkania. W 2013 roku powołano go do kadry na Puchar Narodów Afryki 2013.